# Пласітас (округ Донья-Ана, Нью-Мексико)
Пласітас (англ. Placitas) — переписна місцевість (CDP) в США, в окрузі Донья-Ана штату Нью-Мексико. Населення — 488 осіб (2020).

## Географія
Пласітас розташований за координатами 32°39′56″ пн. ш. 107°10′11″ зх. д. / 32.66556° пн. ш. 107.16972° зх. д. (32.665643, -107.169667).  За даними Бюро перепису населення США в 2010 році переписна місцевість мала площу 0,37 км², уся площа — суходіл.

## Демографія
Згідно з переписом 2010 року, у селищі мешкало 576 осіб у 185 домогосподарствах у складі 140 родин. Густота населення становила 1560 осіб/км².  Було 201 помешкання (545/км²).
Расовий склад населення:
| - 63,5 % — білих - 1,9 % — корінних американців - 0,9 % — чорних або афроамериканців - 0,7 % — вихідців з тихоокеанських островів - 0,7 % — азіатів - 30,4 % — осіб інших рас |

До двох чи більше рас належало 1,9 %. Частка іспаномовних становила 93,2 % від усіх жителів.
За віковим діапазоном населення розподілялося таким чином: 37,3 % — особи молодші 18 років, 52,8 % — особи у віці 18—64 років, 9,9 % — особи у віці 65 років та старші. Медіана віку мешканця становила 24,2 року. На 100 осіб жіночої статі у селищі припадало 95,9 чоловіків;  на 100 жінок у віці від 18 років та старших — 95,1 чоловіків також старших 18 років.
Середній дохід на одне домашнє господарство  становив 15 074 долари США (медіана — 15 568), а середній дохід на одну сім'ю — 15 997 доларів (медіана — 16 875). 
Цивільне працевлаштоване населення становило 292 особи. Основні галузі зайнятості: сільське господарство, лісництво, риболовля — 52,7 %, освіта, охорона здоров'я та соціальна допомога — 22,6 %, транспорт — 8,6 %, оптова торгівля — 8,6 %.